# Werner Reinowski

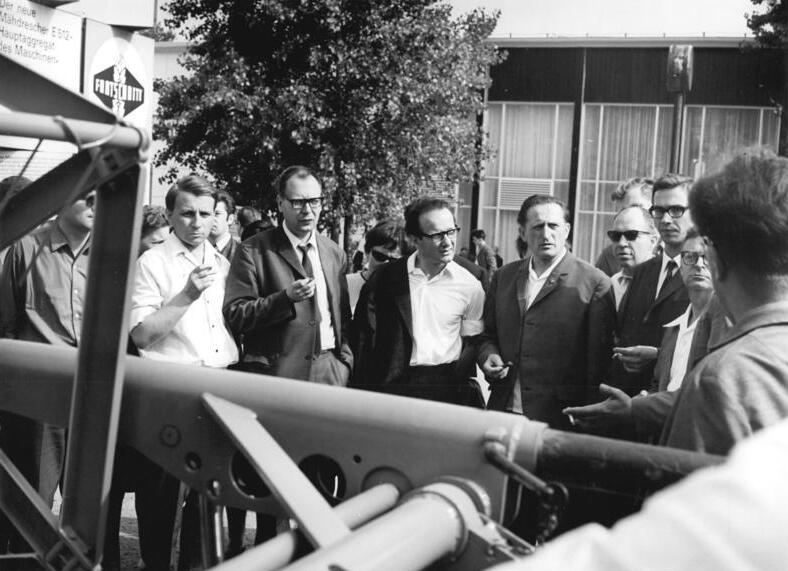
Schriftsteller auf der „agra“, Leipzig, 5. Juli 1968, v. l. n. r.: Werner Bräunig, Jochen Schäfers, Werner Heiduczek und Werner Reinowski.

Werner Reinowski (* 13. Oktober 1908 in Bernburg/Saale; † 22. Juli 1987 in Rottleberode) war ein deutscher Schriftsteller.

## Leben
Werner Reinowski entstammte einer Arbeiterfamilie; er war der Bruder des Journalisten Hans Reinowski. Werner Reinowski wuchs in Braunschweig auf und absolvierte bis 1926 eine Lehre als Tischler. Während seiner Lehrzeit wurde er Mitglied der Sozialistischen Arbeiterjugend. Reinowski arbeitete nach einer Zeit der Arbeitslosigkeit als Hilfsarbeiter in Gießereien in Blankenburg (Harz) und Wernigerode. Während dieser Zeit schrieb er erste Beiträge für die Arbeiterpresse. 1927 trat er in die SPD ein; 1932 wechselte er zur KPD. Nach der nationalsozialistischen „Machtergreifung“ 1933 wurde er in „Schutzhaft“ genommen; ab 1934 arbeitete er wieder als Gießereiarbeiter. Im April 1945 wurde Reinowski, der sich während der gesamten NS-Herrschaft an Aktivitäten des Widerstands beteiligt hatte und mehrfach von der Gestapo verhaftet worden war, aus der Haft befreit. 
Werner Reinowski war nach Ende des Zweiten Weltkriegs wieder aktiv in der KPD bzw. seit 1946 in der SED. Anfangs wirkte er als hauptamtlicher Kreissekretär, ab 1950 war er Mitglied der SED-Landesleitung Sachsen-Anhalt, später der SED-Bezirksleitung Halle. Seit 1952 lebte er als freier Schriftsteller und Mitglied einer LPG in Rottleberode; er war auch Parteisekretär der Betriebsparteiorganisation dieses Betriebes.
Werner Reinowski war Verfasser von Romanen und Erzählungen, die sich anfangs vorwiegend mit Problemen der sozialistischen Umgestaltung der Landwirtschaft in der frühen DDR beschäftigten; später entstanden auch breiter angelegte, die Zeit vom Kaiserreich bis in die Gründerjahre der DDR umfassende Schilderungen der Lebensläufe von Mitgliedern der Arbeiterbewegung.
Werner Reinowski war Mitglied des Schriftstellerverbandes der
DDR, dessen Vorstand er von 1956 bis 1963 angehörte. Er erhielt u. a. 1956 den Kunstpreis der Stadt Halle, 1959 den Vaterländischen Verdienstorden in Bronze, 1968 den gleichen Orden in Silber und 1978 in Gold sowie 1985 die Ehrenspange zum Vaterländischen Verdienstorden in Gold.

## Werke
- Der kleine Kopf. Halle 1952
- Vom Weizen fällt die Spreu. Halle (Saale) 1952
- Diese Welt muß unser sein. Halle (Saale) 1953
- Freundschaft. Halle 1956
- Der heitere Heinrich. Halle (Saale) 1956
- Die Versuchung. Halle (Saale) 1956
- Das Lied vom braven Mann. Berlin 1958
- Zwei Brüder. 2 Bände, Berlin 1959
- Der Ungeduldige. Halle/Saale 1960
- Des Bruders Schuld. Berlin 1961
- Bernard Koenen. Halle/Saale 1962
- Hochzeit über Jahr und Tag. Halle (Saale) 1964
- Der Bitterfelder Weg im sozialistischen Dorf. Berlin 1965
- Sozialistische Menschenführung in der Landwirtschaft. Berlin 1966 (zusammen mit Karl Hecht)
- Zivilcourage. Halle/Saale 1969
- Handstreich zwischen den Fronten. Berlin 1970
- Unbequeme Freundin. Halle (Saale) 1973
- Die Guldenwiese. Halle (Saale) 1975
- Hoch-Zeit am Honigsee. Halle [u. a.] 1984
- Unkraut vergeht nicht. Halle [u. a.] 1986

## Filmografie
- 1959: Eine alte Liebe[3]